# Tomas Svensson
Tomas Runar Svensson (* 15. Februar 1968 in Eskilstuna, Södermanlands län) ist ein schwedischer Torwart- und Handballtrainer. Als Handballspieler lief der Handballtorwart 20 Jahre für die schwedische Nationalmannschaft auf und wurde zweimal Welt- sowie dreimal Europameister.

## Karriere

### Als Spieler
Svensson begann in seiner Heimatstadt Eskilstuna mit dem Handballspiel und debütierte dort für den IF Guif Eskilstuna in der ersten schwedischen Liga.
1990 entschloss er sich, zu Atlético Madrid in die spanische Liga ASOBAL zu wechseln. Nach zwei dritten Plätzen in der spanischen Meisterschaft zog der Torwart 1992 weiter zu Bidasoa Irún, wo er 1993 die Copa ASOBAL sowie als Höhepunkt 1995 die spanische Meisterschaft, den spanischen Supercup und die EHF Champions League gewann. Daraufhin nahm der FC Barcelona Svensson unter Vertrag. Mit den Katalanen gewann er 1996 die spanische Meisterschaft, die Copa ASOBAL sowie die EHF Champions League, 1997 und 1998 jeweils die spanische Meisterschaft, die Copa del Rey de Balonmano, den spanischen Supercup, die EHF Champions League sowie die Vereins-EM, 1999 die spanische Meisterschaft, die EHF Champions League sowie die Vereins-EM, 2000 die spanische Meisterschaft, die Copa del Rey de Balonmano, die Copa ASOBAL, den spanischen Supercup, die EHF Champions League sowie die Vereins-EM und 2001 und 2002 jeweils die Copa ASOBAL sowie den spanischen Supercup. 2001 stand er zum siebten Mal in Folge im Endspiel der Champions League, welches diesmal gegen Portland San Antonio verloren ging. 2002 unterlag er mit Barca in den EHF-Pokal-Finalspielen dem THW Kiel.
Nach diesen Erfolgen zog Svensson in die deutsche Handball-Bundesliga zum HSV Hamburg, wo er 2004 den DHB-Supercup gewann. 2005 ging er zurück nach Spanien zu Portland San Antonio. Mit den Männern aus Pamplona stand er 2006 noch einmal im Finale der EHF Champions League. Im Sommer 2009 wechselte er zum Ligarivalen Pevafersa Valladolid. In der Saison 2011/12 stand Svensson zum Abschluss seiner Spielerkarriere beim deutschen Bundesligisten Rhein-Neckar Löwen als Torwart und Torwarttrainer unter Vertrag.

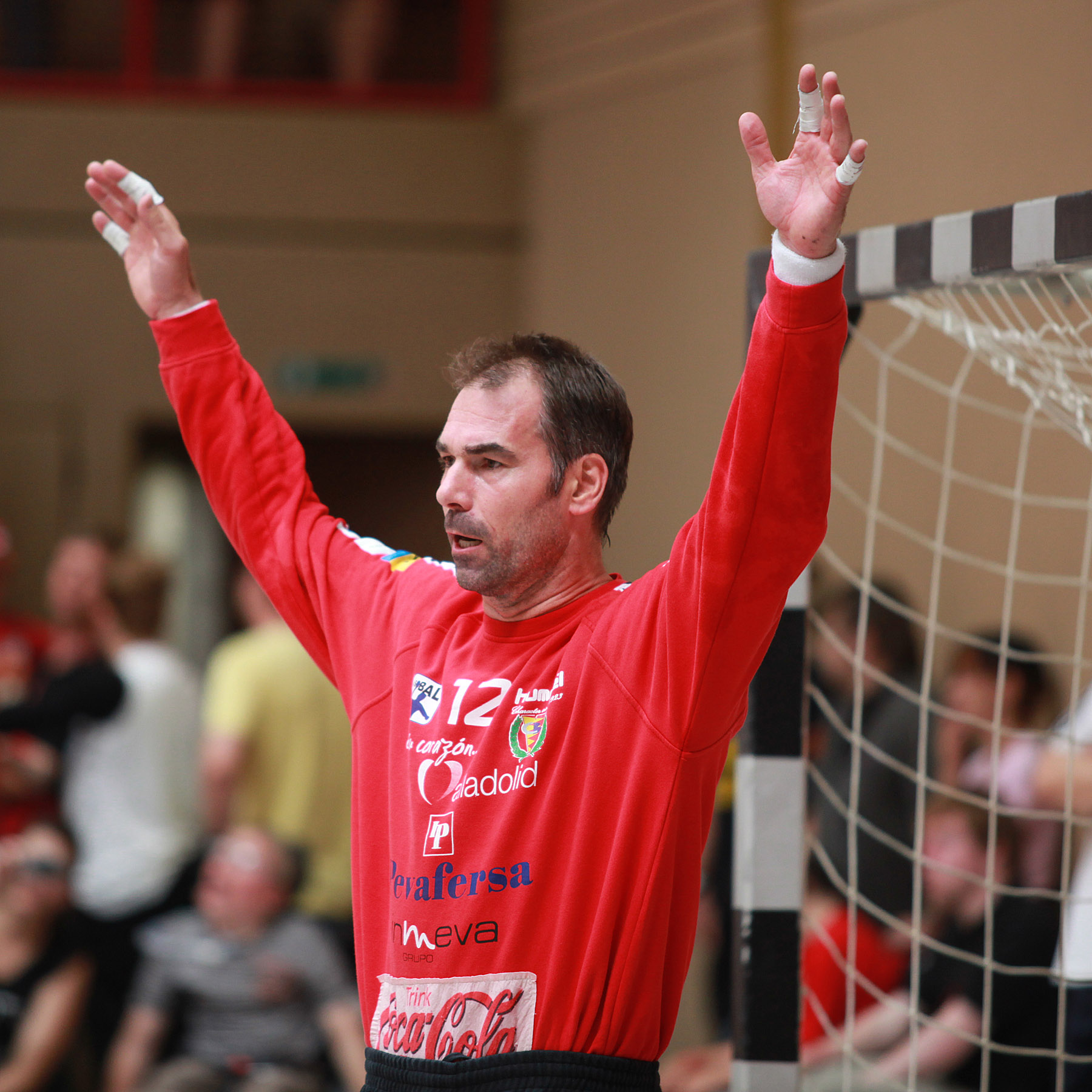
Tomas Svensson (2009)

Tomas Svensson hat 331 Länderspiele für die schwedische Nationalmannschaft bestritten.
Bei den Handballweltmeisterschaften 1990 und 1999 wurde er Weltmeister, 2001 gewann er Silber, 1993 und 1995 Bronze.
Bei den Handball-Europameisterschaften 1994, 2000 und 2002 wurde er Europameister, außerdem gewann er bei den Olympischen Spielen 1992 in Barcelona, 1996 in Atlanta und 2000 in Sydney jeweils Silber.
Für die Handball-Weltmeisterschaft der Männer 2007 in Deutschland konnte er sich mit Schweden nicht qualifizieren.

### Als Trainer

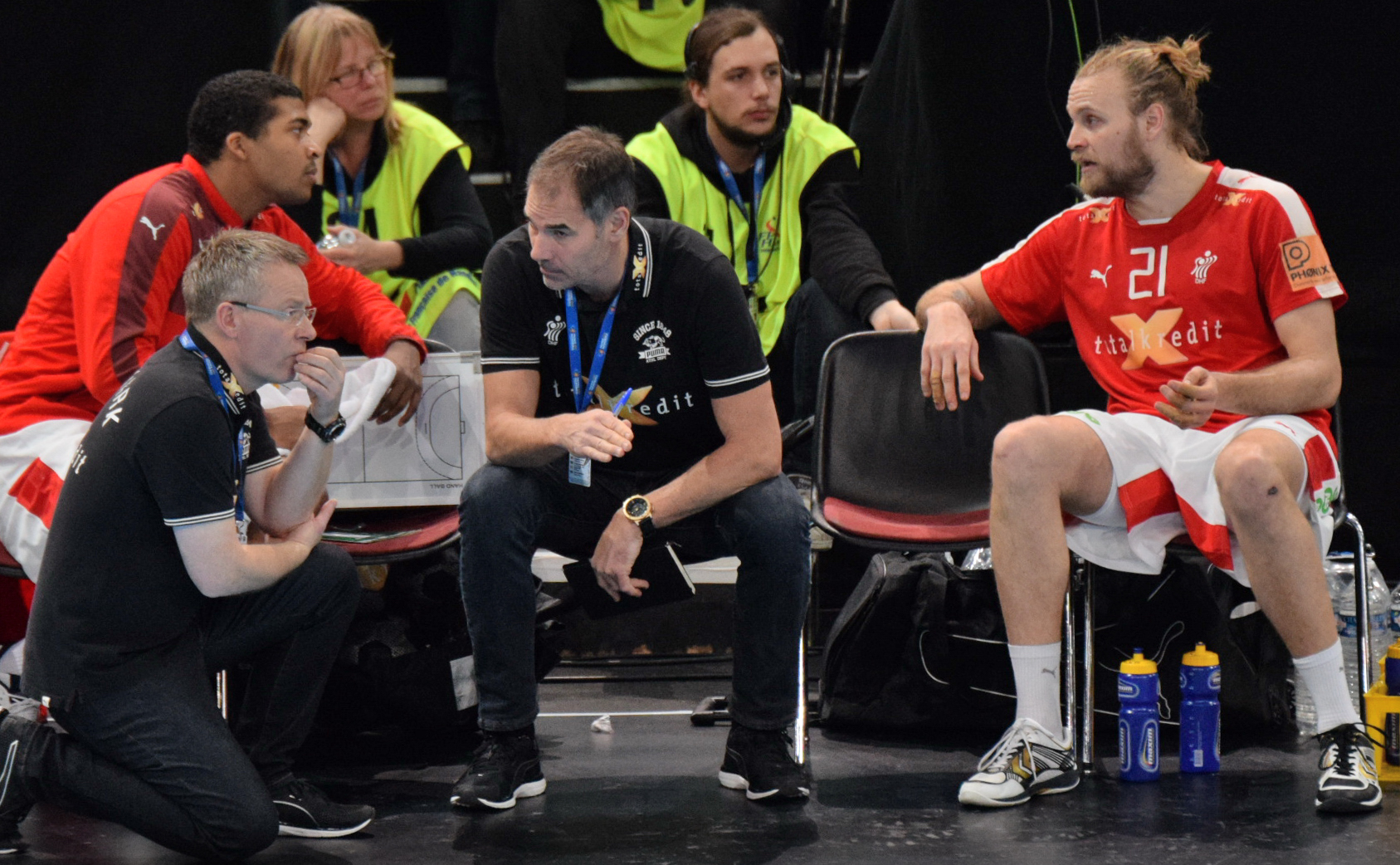
Tomas Svensson mit Gudmundur Gudmundsson (2016)

Nachdem Tomas Svensson ab der Saison 2012/13 nur noch dem Trainerteam der Rhein-Neckar Löwen angehört hatte, wechselte er 2014 als Torwarttrainer zum SC Magdeburg. Von 2014 bis 2016 war er zusätzlich als Torwarttrainer der dänischen Handballnationalmannschaft tätig. Ab Dezember 2015 trainierte Svensson gemeinsam mit Bennet Wiegert die Bundesligamannschaft des SCM, mit dem er 2016 den DHB-Pokal und 2021 die EHF European League gewann. Im Sommer 2021 folgte er dem neuen Trainer des FC Barcelona, seinem ehemaligen Mitspieler Antonio Carlos Ortega, als Torwart- und Co-Trainer zum spanischen Rekordmeister. Des Weiteren betreute er ab Juni 2021 die Torhüter der schwedischen Nationalmannschaft, mit der er bei der Europameisterschaft 2022 den Titel gewann. Seit der Saison 2022/23 ist er bei Barça nur noch als Torwarttrainer tätig. Bei der Handball-Europameisterschaft der Männer 2024 gewann er mit Schweden Bronze. Vor der Weltmeisterschaft 2025 wurde er als Torwarttrainer der schwedischen Auswahl durch Daniel Larsson ersetzt.

## Erfolge und Auszeichnungen
als Spieler
- 2 × Weltmeister: 1990, 1999
- 1 × WM-Silber: 2001
- 2 × WM-Bronze: 1993, 1995
- 3 × Europameister: 1994, 2000, 2002
- 3 × Olympiasilber: 1992, 1996, 2000
- 6 × EHF Champions-League-Sieger: 1995, 1996, 1997, 1998, 1999, 2000
- 4 × EHF Champions Trophy: 1996, 1997, 1998, 1999
- 6 × Spanischer Meister: 1995, 1996, 1997, 1998, 1999, 2000
- 3 × Spanischer Königspokal: 1997, 1998, 2000
- 5 × Spanischer Ligapokal: 1993, 1995, 1996, 2000, 2001
- 4 × Spanischer Supercup: 1996, 1997, 1999, 2000
- 1 × Deutscher Supercup: 2004
- 1 × Bester Torwart der Europameisterschaft 1994
- All-Star of 20 Years EHF Champions League (2013)
- Schwedens Handballer der Saison 2005/06[11]
- Mitglied der Hall of Fame der europäischen Handballföderation seit 2023[12]

als Torwart- oder Co-Trainer
- 1 × EHF-Pokal-Sieger: 2013
- 1 × EHF European League 2021
- 1 × DHB-Pokal 2016
- 1 × Europameisterschaft 2022
- 1 × EM-Bronze 2024
- 1 × EHF Champions-League-Sieger: 2022, 2024
- 1 × Spanischer Meister: 2022
- 1 × Spanischer Königspokal: 2022
- 1 × Spanischer Ligapokal: 2022
- 1 × Spanischer Supercup: 2021
- 2 × Katalanischer Supercup: 2021, 2022